# Джерело № 1 (Доробратово)
Джерело № 1 — гідрологічна пам'ятка природи місцевого значення. Об'єкт розташований на території Іршавського району Закарпатської області, с. Доробратово, урочище «Грабівка».
Площа — 0,5 га, статус надано згідно з рішеннями Закарпатського облвиконкому від 23.10.1984 року № 253. 
Охороняється джерело мінеральної води та прилегла територія. Вода хлоридно-натрієва, загальна мінералізація - 34,5 г/л. Придатна для лікування захворювань нервової системи та опорно-рухового апарату.